# 金牛座M689左輪手槍
金牛座M689（英語：Taurus Model 689）是一款由巴西槍械製造商金牛座國際槍械公司（英語：Taurus International）所設計，並且在1988年至1998年間生產的現代化雙／單動操作6發式左轮手枪，發射.357 S&W馬格南或火力相對較弱的.38 S&W特種彈這二種手枪子彈。
該手槍與金牛座M669基本相同，但後者具有不通風的槍管肋條。

## 歷史

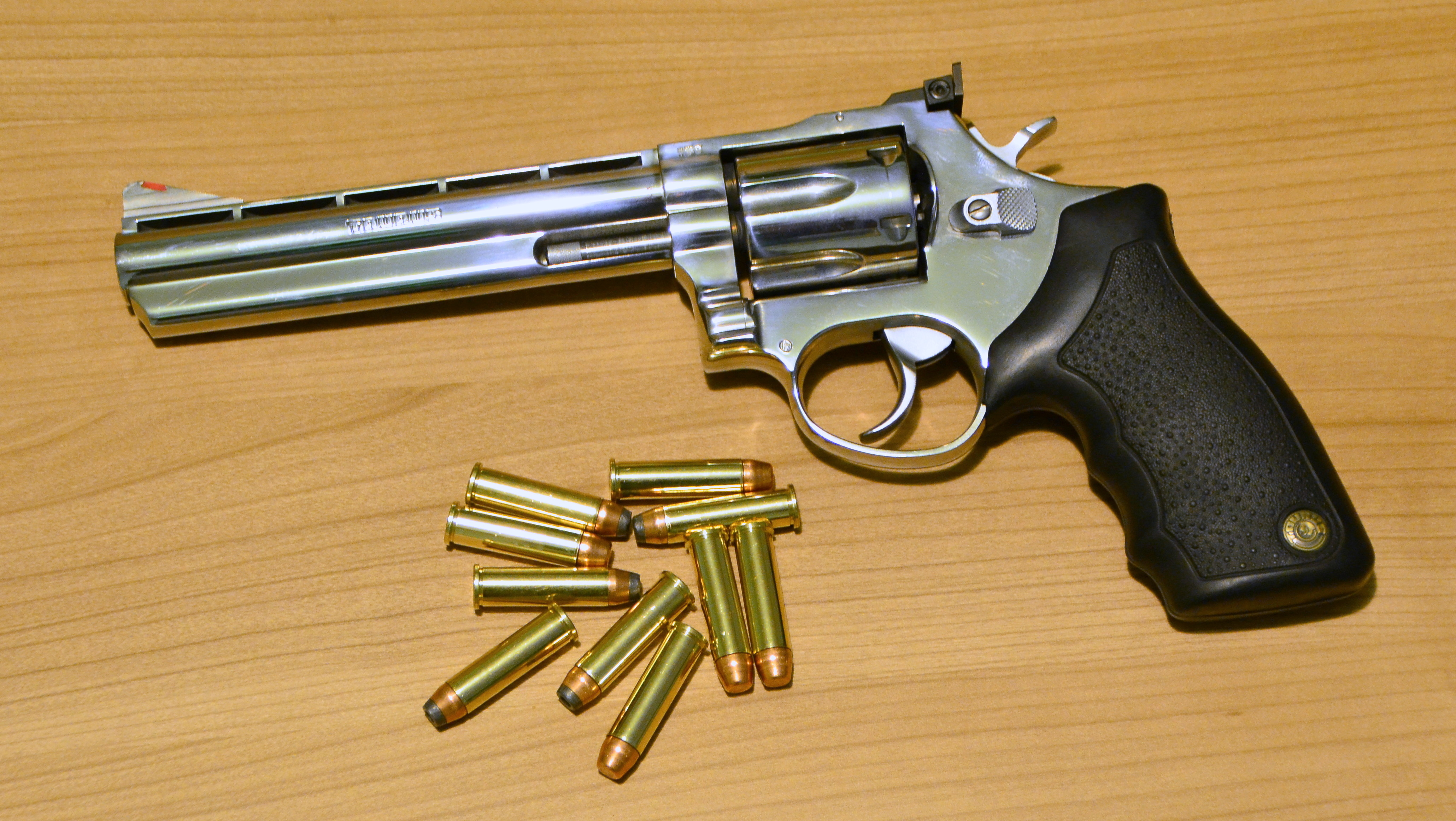
金牛座M689與.357 S&W馬格南彈藥。

金牛座M689是6發、.357 S&W馬格南、雙動式左輪手槍，於1989年開始生產。M689重達1.56磅（0.71千克），裝有4英寸槍管。原廠還提供了6英寸槍管的衍生型。當時金牛座想要生產一款.357 S&W馬格南左輪手槍，很可能是用以吸引巴西的警察部隊。在設計方面，它與備受推崇的史密斯威森M686非常相似。M689保持生產了大約10年，然後金牛座停止生產該款左輪手槍。M689亦在各部電影當中登場。

## 遺產
在M689停產甚至很久以後，金牛座至今仍生產各種口徑的左輪手槍，其中一些類似於M689。
在昆汀·塔伦蒂诺執導的電影《低俗小說》（Pulp Fiction）當中的“第4名男人”使用的是裝有定制槍管的M689。文生·韋格（Vincent Vega，约翰·特拉沃尔塔飾演）首度使用“手炮”一詞，用以描述超大型或火力強大的槍械。

## 使用國
- 阿富汗[2]
- 阿尔及利亚[3]
- 喀麦隆[4][5]
- 法國[6]
- 瑞典[7]

## 資料來源
1. ↑  .   [2020-06-12]. （原始内容存档于2020-02-05）.
2. ↑  Ch. M. Kieffer. .  online. Columbia University. 15 December 1983. （原始内容存档于2013-11-16）.
3. ↑  Capie, David. . Wellington: Victoria University Press. 2004: 66–67. ISBN 978-0864734532.
4. ↑  Walter, John: Rifles of the World (3rd ed.), page 123. Krause Publications, 2006.
5. ↑  .   [2020-06-12]. （原始内容存档于2020-06-11）.
6. ↑  French, Duncan. . Cambridge: Cambridge University Press. 2013: 26  [2020-06-12]. ISBN 978-1107311275. （原始内容存档于2020-06-14）. The population on the islands of Formosa and the Pescadores is governed by an effective government to the exclusion of others, but Taiwan is not generally considered a state.
7. ↑  . Riksdag. 2009-05-28  [2014-11-10]. （原始内容存档于2014-11-10） （瑞典语）.